# Udo Poser

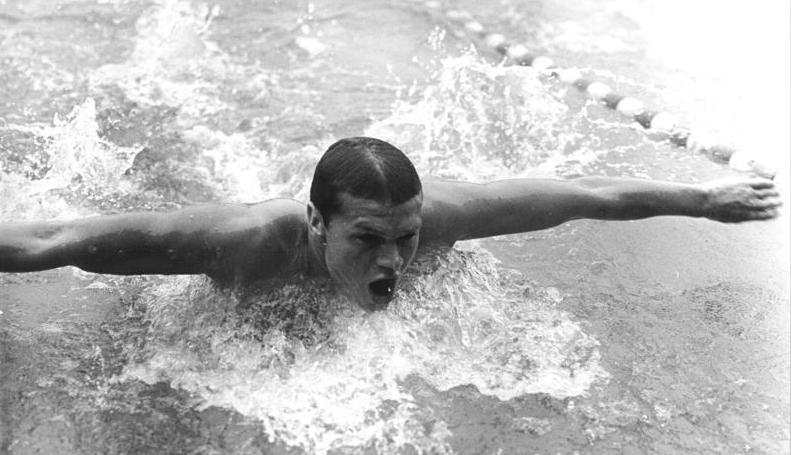
Udo Poser wird DDR-Meister 1969 über 200 Meter Delphin

Udo Poser (* 21. August 1947 in Hildburghausen) ist ein ehemaliger deutscher Schwimmer, der für die DDR startete.
Bei den Europameisterschaften 1966 trat er zum ersten Mal im internationalen Sport in Erscheinung, als er mit der 4 × 100-m-Freistilstaffel Europameister wurde und mit der 4 × 100-m-Lagenstaffel die Silbermedaille gewann. 1970 konnte er sich dann den Titel über 200 m Schmetterling und mit der Lagenstaffel sichern, über 100 m Schmetterling reichte es noch zur Silbermedaille. Bei Olympischen Spielen konnte er dagegen keine Medaillen gewinnen. Seine beste Platzierung war ein fünfter Platz 1968 mit der 4-mal-100-Meter-Freistilstaffel. 1970 erhielt er den Vaterländischen Verdienstorden in Silber.